# Lispocephala biseta
Lispocephala biseta är en tvåvingeart som först beskrevs av Grimshaw 1901.  Lispocephala biseta ingår i släktet Lispocephala och familjen husflugor. Inga underarter finns listade i Catalogue of Life.